# Phyllanthus arbuscula
Phyllanthus arbuscula es una especie de arbusto perteneciente a la familia de las filantáceas. Es un endemismo de Jamaica. 

## Distribución
Se encuentra en los montes del oeste, donde la población se restringe a una pequeña área al norte de la Grand Ridge, en las cabeceras del río Mabess.

## Taxonomía
Phyllanthus arbuscula fue descrita por (Sw.) J.F.Gmel. y publicado en Systema Naturae . . . editio decima tertia, aucta, reformata 2: 204. 1791.
Sinonimia
- Diasperus linearis (Sw.) Kuntze
- Diasperus speciosus (Jacq.) Kuntze
- Genesiphylla speciosa (Jacq.) Raf.
- Phyllanthus coxianus Fawc.
- Phyllanthus dingleri G.L.Webster
- Phyllanthus inaequaliflorus Fawc. & Rendle
- Phyllanthus linearis (Sw.) Sw.
- Phyllanthus speciosus Jacq.
- Phyllanthus swartzii Fawc. & Rendle
- Xylophylla angustifolia var. linearis Sw.
- Xylophylla arbuscula Sw.	basónimo
- Xylophylla linearis (Sw.) Steud.
- Xylophylla speciosa (Jacq.) Sweet[3][4]